# Élections municipales de 2014 à La Réunion
Les élections municipales de 2014 à La Réunion ont eu lieu les 23 et 30 mars 2014.

## Maires sortants et maires élus
Le scrutin est marqué par quelques changements. La gauche est battue à La Plaine-des-Palmistes, Petite-Île, Saint-Louis et Saint-Paul. Elle se console avec le maintien des maires sortants du Tampon, Saint-Benoît et surtout Saint-Denis. Grande gagnante du scrutin, la droite progresse, tandis que l'UDI remporte Saint-André, face aux communistes, et Entre-Deux contre le MoDem. 
| Commune                 | Population | Maire sortant          | Parti | Parti | Maire élu             | Parti | Parti  |
| ----------------------- | ---------- | ---------------------- | ----- | ----- | --------------------- | ----- | ------ |
| Bras-Panon              | 11 838     | Daniel Gonthier        |       | UMP   | Daniel Gonthier       |       | UMP    |
| Cilaos                  | 5 623      | Paul-Franco Técher     |       | UMP   | Paul-Franco Técher    |       | UMP    |
| Entre-Deux              | 6 285      | Bachil Moussa Valy     |       | MoDem | Bachil Moussa Valy    |       | UDI-DS |
| L'Étang-Salé            | 13 530     | Jean-Claude Lacouture  |       | UMP   | Jean-Claude Lacouture |       | UMP    |
| La Plaine-des-Palmistes | 5 354      | Jean-Luc Saint-Lambert |       | PS    | Marc Luc Boyer        |       | UMP    |
| La Possession           | 30 911     | Roland Adrien Robert   |       | PCR   | Vanessa Miranville    |       | DVG    |
| Le Port                 | 37 558     | Jean-Yves Langenier    |       | PCR   | Olivier Hoarau        |       | PLR    |
| Le Tampon               | 74 998     | Paulet Payet           |       | UMP   | André Thien Ah Koon   |       | DVD    |
| Les Avirons             | 10 705     | Michel Dennemont       |       | MoDem | Michel Dennemont      |       | MoDem  |
| Les Trois-Bassins       | 7 226      | Roland Ramakistin      |       | PCR   | Daniel Pausé          |       | DVD    |
| Petite-Île              | 11 573     | Guito Ramoune          |       | PS    | Serge Hoarau          |       | DVD    |
| Saint-André             | 55 090     | Éric Fruteau           |       | PCR   | Jean-Paul Virapoullé  |       | UDI-DS |
| Saint-Benoît            | 35 733     | Jean-Claude Fruteau    |       | PS    | Jean-Claude Fruteau   |       | PS     |
| Saint-Denis             | 145 347    | Gilbert Annette        |       | PS    | Gilbert Annette       |       | PS     |
| Saint-Joseph            | 36 401     | Patrick Lebreton       |       | PS    | Patrick Lebreton      |       | PS     |
| Saint-Leu               | 31 837     | Thierry Robert         |       | MoDem | Thierry Robert        |       | MoDem  |
| Saint-Louis             | 52 523     | Claude Hoarau          |       | PCR   | Cyrille Hamilcaro     |       | UDI-NC |
| Saint-Paul              | 103 916    | Huguette Bello         |       | PLR   | Joseph Sinimalé       |       | UMP    |
| Saint-Philippe          | 5 031      | Olivier Rivière        |       | UDI   | Olivier Rivière       |       | UDI-NC |
| Saint-Pierre            | 80 356     | Michel Fontaine        |       | UMP   | Michel Fontaine       |       | UMP    |
| Sainte-Marie            | 29 962     | Jean-Louis Lagourgue   |       | DVD   | Jean-Louis Lagourgue  |       | DVD    |
| Sainte-Rose             | 6 792      | Bruno Mamindy-Pajany   |       | DVD   | Bruno Mamindy-Pajany  |       | DVD    |
| Sainte-Suzanne          | 22 574     | Maurice Gironcel       |       | PCR   | Maurice Gironcel      |       | PCR    |
| Salazie                 | 7 418      | Stéphane Fouassin      |       | UDI   | Stéphane Fouassin     |       | UDI-NC |

### Résultats en nombre de maires
| Partis       | Partis                               | Maires sortants | Maires élus | Évolution     |
| ------------ | ------------------------------------ | --------------- | ----------- | ------------- |
|              | Union pour un mouvement populaire    | 5               | 6           | 1             |
|              | Union des démocrates et indépendants | 2               | 5           | 3             |
|              | Divers droite                        | 2               | 5           | 3             |
|              | Mouvement démocrate                  | 3               | 2           | 1             |
| Total droite | Total droite                         | 12              | 18          | 6             |
|              | Parti socialiste                     | 5               | 3           | 2             |
|              | Parti communiste réunionnais         | 6               | 1           | 5             |
|              | Pour La Réunion                      | 1               | 1           | en stagnation |
|              | Divers gauche                        | 0               | 1           | 1             |
| Total gauche | Total gauche                         | 12              | 6           | 6             |
| Total        | Total                                | 24              | 24          | -             |

## Résultats dans les communes

### Bras-Panon
- Maire sortant : Daniel Gonthier (UMP)
- 33 sièges à pourvoir au conseil municipal (population légale 2011 : 11 838 habitants)
- 5 sièges à pourvoir au conseil communautaire

|                          | Daniel Gonthier *   | UMP-UDI        | 3 527 | 55,26  | 26 | 5 |  |  |
|                          | Jean-Hugues Ratenon | PS-PCF-EELV    | 1 288 | 20,18  | 3  |   |  |  |
|                          | Jeannick Atchapa    | MoDem          | 1 190 | 18,64  | 3  |   |  |  |
|                          | Pascal Giraud       | DVD            | 377   | 5,90   | 1  |   |  |  |
|                          |                     |                |       |        |    |   |  |  |
| Inscrits                 | Inscrits            | Inscrits       | 9 307 | 100,00 |    |   |  |  |
| Abstentions              | Abstentions         | Abstentions    | 2 745 | 29,49  |    |   |  |  |
| Votants                  | Votants             | Votants        | 6 562 | 70,51  |    |   |  |  |
| Blancs et nuls           | Blancs et nuls      | Blancs et nuls | 180   | 2,74   |    |   |  |  |
| Exprimés                 | Exprimés            | Exprimés       | 6 382 | 97,26  |    |   |  |  |
| * Liste du maire sortant |                     |                |       |        |    |   |  |  |

### Cilaos
- Maire sortant : Paul-Franco Técher (UMP)
- 29 sièges à pourvoir au conseil municipal (population légale 2011 : 5 623 habitants)
- 3 sièges à pourvoir au conseil communautaire

| Tête de liste            | Tête de liste        | Liste          | Premier tour | Premier tour | Second tour | Second tour | Sièges | Sièges |
| Tête de liste            | Tête de liste        | Liste          | Voix         | %            | Voix        | %           | CM     | CC     |
| ------------------------ | -------------------- | -------------- | ------------ | ------------ | ----------- | ----------- | ------ | ------ |
|                          | Paul-Franco Técher * | UMP            | 1 838        | 50,00        | 2 181       | 57,65       | 23     | 3      |
|                          | Jacques Techer       | PLR            | 781          | 21,24        | 807         | 21,33       | 3      |        |
|                          | Guito Grondin        | DVD            | 801          | 21,78        | 795         | 21,01       | 3      |        |
|                          | Huguet Dijoux        | DVG            | 256          | 6,96         |             |             |        |        |
|                          |                      |                |              |              |             |             |        |        |
| Inscrits                 | Inscrits             | Inscrits       | 4 953        | 100,00       | 4 953       | 100,00      |        |        |
| Abstentions              | Abstentions          | Abstentions    | 1 205        | 24,33        | 1 079       | 21,78       |        |        |
| Votants                  | Votants              | Votants        | 3 748        | 75,67        | 3 874       | 78,22       |        |        |
| Blancs et nuls           | Blancs et nuls       | Blancs et nuls | 72           | 1,92         | 91          | 2,35        |        |        |
| Exprimés                 | Exprimés             | Exprimés       | 3 676        | 98,08        | 3 783       | 97,65       |        |        |
| * Liste du maire sortant |                      |                |              |              |             |             |        |        |

### Entre-Deux
- Maire sortant : Bachil Moussa Valy (MoDem)
- 29 sièges à pourvoir au conseil municipal (population légale 2011 : 6 285 habitants)
- 4 sièges à pourvoir au conseil communautaire

|                          | Bachil Moussa Valy * | UDI-UMP        | 1 971 | 50,33  | 22 | 3 |  |  |
|                          | Gilles Payet         | SE             | 1 337 | 34,14  | 5  | 1 |  |  |
|                          | Gilbert Techer       | DVD            | 305   | 7,78   | 1  |   |  |  |
|                          | Gérard Clain         | PLR            | 303   | 7,73   | 1  |   |  |  |
|                          |                      |                |       |        |    |   |  |  |
| Inscrits                 | Inscrits             | Inscrits       | 5 242 | 100,00 |    |   |  |  |
| Abstentions              | Abstentions          | Abstentions    | 1 190 | 22,70  |    |   |  |  |
| Votants                  | Votants              | Votants        | 4 052 | 77,30  |    |   |  |  |
| Blancs et nuls           | Blancs et nuls       | Blancs et nuls | 136   | 3,36   |    |   |  |  |
| Exprimés                 | Exprimés             | Exprimés       | 3 916 | 96,64  |    |   |  |  |
| * Liste du maire sortant |                      |                |       |        |    |   |  |  |

### L'Étang-Salé
- Maire sortant : Jean-Claude Lacouture (UMP)
- 33 sièges à pourvoir au conseil municipal (population légale 2011 : 13 530 habitants)
- 6 sièges à pourvoir au conseil communautaire

|                          | Jean-Claude Lacouture * | UMP-UDI        | 5 394  | 71,52  | 29 | 6 |  |  |
|                          | David Sita              | MoDem          | 1 451  | 19,24  | 3  |   |  |  |
|                          | Alain Payet             | SE             | 696    | 9,22   | 1  |   |  |  |
|                          |                         |                |        |        |    |   |  |  |
| Inscrits                 | Inscrits                | Inscrits       | 10 979 | 100,00 |    |   |  |  |
| Abstentions              | Abstentions             | Abstentions    | 2 998  | 27,31  |    |   |  |  |
| Votants                  | Votants                 | Votants        | 7 981  | 72,69  |    |   |  |  |
| Blancs et nuls           | Blancs et nuls          | Blancs et nuls | 440    | 5,51   |    |   |  |  |
| Exprimés                 | Exprimés                | Exprimés       | 7 541  | 94,49  |    |   |  |  |
| * Liste du maire sortant |                         |                |        |        |    |   |  |  |

### La Plaine-des-Palmistes
- Maire sortant : Jean-Luc Saint-Lambert (PS)
- 29 sièges à pourvoir au conseil municipal (population légale 2011 : 5 354 habitants)
- 3 sièges à pourvoir au conseil communautaire

| Tête de liste            | Tête de liste                | Liste          | Premier tour | Premier tour | Second tour | Second tour | Sièges | Sièges |
| Tête de liste            | Tête de liste                | Liste          | Voix         | %            | Voix        | %           | CM     | CC     |
| ------------------------ | ---------------------------- | -------------- | ------------ | ------------ | ----------- | ----------- | ------ | ------ |
|                          | Jean-Luc Saint-Lambert *     | PS             | 915          | 28,34        | 1 202       | 34,43       | 5      | 1      |
|                          | Marc Luc Boyer               | UMP-UDI        | 870          | 26,95        | 1 385       | 39,67       | 21     | 2      |
|                          | Johnny Payet                 | MoDem-LPA      | 665          | 20,60        | 904         | 25,89       | 3      |        |
|                          | Danio Gaze                   | DVD            | 207          | 6,41         |             |             |        |        |
|                          | Jean Yves Faustin            | DVG            | 199          | 6,16         |             |             |        |        |
|                          | Amandine Ramaye              | DVG            | 164          | 5,08         |             |             |        |        |
|                          | Bernard Leflem               | DVD            | 132          | 4,08         |             |             |        |        |
|                          | Jean-Roger Amany-Savrimoutou | DVD            | 76           | 2,35         |             |             |        |        |
|                          |                              |                |              |              |             |             |        |        |
| Inscrits                 | Inscrits                     | Inscrits       | 4 375        | 100,00       | 4 375       | 100,00      |        |        |
| Abstentions              | Abstentions                  | Abstentions    | 1 036        | 23,68        | 791         | 18,08       |        |        |
| Votants                  | Votants                      | Votants        | 3 339        | 76,32        | 3 584       | 81,92       |        |        |
| Blancs et nuls           | Blancs et nuls               | Blancs et nuls | 111          | 3,32         | 93          | 2,59        |        |        |
| Exprimés                 | Exprimés                     | Exprimés       | 3 228        | 96,68        | 3 491       | 97,41       |        |        |
| * Liste du maire sortant |                              |                |              |              |             |             |        |        |

### La Possession
- Maire sortant : Roland Adrien Robert (PCR)
- 39 sièges à pourvoir au conseil municipal (population légale 2011 : 30 911 habitants)
- 9 sièges à pourvoir au conseil communautaire

| Tête de liste            | Tête de liste          | Liste          | Premier tour | Premier tour | Second tour | Second tour | Sièges | Sièges |
| Tête de liste            | Tête de liste          | Liste          | Voix         | %            | Voix        | %           | CM     | CC     |
| ------------------------ | ---------------------- | -------------- | ------------ | ------------ | ----------- | ----------- | ------ | ------ |
|                          | Roland Robert *        | PCF            | 4 805        | 35,50        | 6 241       | 43,52       | 8      | 2      |
|                          | Vanessa Miranville     | SE             | 3 917        | 28,94        | 8 098       | 56,47       | 31     | 7      |
|                          | Jean-Yves Morel        | UDI-UMP        | 2 571        | 18,99        |             |             |        |        |
|                          | Gilles Hubert          | DVG            | 1 188        | 8,77         |             |             |        |        |
|                          | Valère Souprayenmestry | SE             | 506          | 3,73         |             |             |        |        |
|                          | Jean Claude Treport    | DVG            | 282          | 2,08         |             |             |        |        |
|                          | Sarah Rupert           | PS             | 263          | 1,94         |             |             |        |        |
|                          |                        |                |              |              |             |             |        |        |
| Inscrits                 | Inscrits               | Inscrits       | 20 624       | 100,00       | 20 638      | 100,00      |        |        |
| Abstentions              | Abstentions            | Abstentions    | 6 676        | 32,37        | 5 877       | 28,48       |        |        |
| Votants                  | Votants                | Votants        | 13 948       | 67,63        | 14 761      | 71,52       |        |        |
| Blancs et nuls           | Blancs et nuls         | Blancs et nuls | 416          | 2,98         | 422         | 2,86        |        |        |
| Exprimés                 | Exprimés               | Exprimés       | 13 532       | 97,02        | 14 339      | 97,14       |        |        |
| * Liste du maire sortant |                        |                |              |              |             |             |        |        |

### Le Port
- Maire sortant : Jean-Yves Langenier (PCR)
- 39 sièges à pourvoir au conseil municipal (population légale 2011 : 37 558 habitants)
- 12 sièges à pourvoir au conseil communautaire

| Tête de liste  | Tête de liste              | Liste          | Premier tour | Premier tour | Second tour | Second tour | Sièges | Sièges |
| Tête de liste  | Tête de liste              | Liste          | Voix         | %            | Voix        | %           | CM     | CC     |
| -------------- | -------------------------- | -------------- | ------------ | ------------ | ----------- | ----------- | ------ | ------ |
|                | Olivier Hoarau             | PLR            | 6 200        | 42,31        | 9 022       | 55,31       | 31     | 10     |
|                | Henry dit Loulou Hippolyte | PCF            | 5 615        | 38,31        | 5 575       | 34,18       | 6      | 2      |
|                | Valérie Auber              | UDI-UMP        | 2 838        | 19,36        | 1 712       | 10,49       | 2      |        |
|                |                            |                |              |              |             |             |        |        |
| Inscrits       | Inscrits                   | Inscrits       | 24 094       | 100,00       | 24 097      | 100,00      |        |        |
| Abstentions    | Abstentions                | Abstentions    | 8 670        | 35,98        | 7 278       | 30,20       |        |        |
| Votants        | Votants                    | Votants        | 15 424       | 64,02        | 16 819      | 69,80       |        |        |
| Blancs et nuls | Blancs et nuls             | Blancs et nuls | 771          | 5,00         | 510         | 3,03        |        |        |
| Exprimés       | Exprimés                   | Exprimés       | 14 653       | 95,00        | 16 309      | 96,97       |        |        |

### Le Tampon
- Maire sortant : Paulet Payet (UMP)
- 49 sièges à pourvoir au conseil municipal (population légale 2011 : 74 998 habitants)
- 24 sièges à pourvoir au conseil communautaire

| Tête de liste            | Tête de liste       | Liste          | Premier tour | Premier tour | Second tour | Second tour | Sièges | Sièges |
| Tête de liste            | Tête de liste       | Liste          | Voix         | %            | Voix        | %           | CM     | CC     |
| ------------------------ | ------------------- | -------------- | ------------ | ------------ | ----------- | ----------- | ------ | ------ |
|                          | André Thien Ah Koon | PLR            | 14 719       | 39,70        | 19 935      | 49,77       | 37     | 18     |
|                          | Paulet Payet *      | DVD            | 7 032        | 18,96        | 13 232      | 33,03       | 8      | 4      |
|                          | Nathalie Bassire    | UMP-UDI        | 6 474        | 17,46        |             |             |        |        |
|                          | Jean-Jacques Vlody  | PS-PCF-EELV    | 5 713        | 15,41        | 6 884       | 17,18       | 4      | 2      |
|                          | Laurent Boyer       | MoDem          | 1 271        | 3,42         |             |             |        |        |
|                          | Jean Bernard Hoarau | DVD            | 735          | 1,98         |             |             |        |        |
|                          | Jean-Hugues Lebian  | FN             | 716          | 1,93         |             |             |        |        |
|                          | Gérald Ramalingom   | SE             | 411          | 1,10         |             |             |        |        |
|                          |                     |                |              |              |             |             |        |        |
| Inscrits                 | Inscrits            | Inscrits       | 58 940       | 100,00       | 58 949      | 100,00      |        |        |
| Abstentions              | Abstentions         | Abstentions    | 20 285       | 34,42        | 17 150      | 29,09       |        |        |
| Votants                  | Votants             | Votants        | 38 655       | 65,58        | 41 799      | 70,91       |        |        |
| Blancs et nuls           | Blancs et nuls      | Blancs et nuls | 1 584        | 4,10         | 1 748       | 4,18        |        |        |
| Exprimés                 | Exprimés            | Exprimés       | 37 071       | 95,90        | 40 051      | 95,82       |        |        |
| * Liste du maire sortant |                     |                |              |              |             |             |        |        |

### Les Avirons
- Maire sortant : Michel Dennemont (MoDem)
- 33 sièges à pourvoir au conseil municipal (population légale 2011 : 10 705 habitants)
- 4 sièges à pourvoir au conseil communautaire

|                          | Michel Dennemont *        | MoDem          | 3 042 | 50,72  | 25 | 3 |  |  |
|                          | Jean Daniel Dennemont     | DVD            | 2 377 | 39,63  | 7  | 1 |  |  |
|                          | Fabienne Brabant Victoire | DVG            | 578   | 9,63   | 1  |   |  |  |
|                          |                           |                |       |        |    |   |  |  |
| Inscrits                 | Inscrits                  | Inscrits       | 8 209 | 100,00 |    |   |  |  |
| Abstentions              | Abstentions               | Abstentions    | 1 974 | 24,05  |    |   |  |  |
| Votants                  | Votants                   | Votants        | 6 235 | 75,95  |    |   |  |  |
| Blancs et nuls           | Blancs et nuls            | Blancs et nuls | 238   | 3,82   |    |   |  |  |
| Exprimés                 | Exprimés                  | Exprimés       | 5 997 | 96,18  |    |   |  |  |
| * Liste du maire sortant |                           |                |       |        |    |   |  |  |

### Les Trois-Bassins
- Maire sortant : Roland Ramakistin (PCR)
- 29 sièges à pourvoir au conseil municipal (population légale 2011 : 7 226 habitants)
- 2 sièges à pourvoir au conseil communautaire

| Tête de liste            | Tête de liste             | Liste          | Premier tour | Premier tour | Second tour | Second tour | Sièges | Sièges |
| Tête de liste            | Tête de liste             | Liste          | Voix         | %            | Voix        | %           | CM     | CC     |
| ------------------------ | ------------------------- | -------------- | ------------ | ------------ | ----------- | ----------- | ------ | ------ |
|                          | Roland Ramakistin *       | PLR            | 1 510        | 36,51        | 1 848       | 42,12       | 6      |        |
|                          | Daniel Pausé              | SE-DVD         | 1 162        | 28,10        | 2 539       | 57,87       | 23     | 2      |
|                          | Jacques Dennemont         | MoDem          | 1 074        | 25,97        |             |             |        |        |
|                          | Philippe Fontaine         | SE             | 222          | 5,36         |             |             |        |        |
|                          | Simone Yee-Chong-Tchi-Kan | DVG            | 167          | 4,03         |             |             |        |        |
|                          |                           |                |              |              |             |             |        |        |
| Inscrits                 | Inscrits                  | Inscrits       | 5 814        | 100,00       | 5 814       | 100,00      |        |        |
| Abstentions              | Abstentions               | Abstentions    | 1 542        | 26,52        | 1 275       | 21,93       |        |        |
| Votants                  | Votants                   | Votants        | 4 272        | 73,48        | 4 539       | 78,07       |        |        |
| Blancs et nuls           | Blancs et nuls            | Blancs et nuls | 137          | 3,21         | 152         | 3,35        |        |        |
| Exprimés                 | Exprimés                  | Exprimés       | 4 135        | 96,79        | 4 387       | 96,65       |        |        |
| * Liste du maire sortant |                           |                |              |              |             |             |        |        |

### Petite-Île
- Maire sortant : Guito Ramoune (PS)
- 33 sièges à pourvoir au conseil municipal (population légale 2011 : 11 573 habitants)
- 4 sièges à pourvoir au conseil communautaire

| Tête de liste  | Tête de liste          | Liste          | Premier tour | Premier tour | Second tour | Second tour | Sièges | Sièges |
| Tête de liste  | Tête de liste          | Liste          | Voix         | %            | Voix        | %           | CM     | CC     |
| -------------- | ---------------------- | -------------- | ------------ | ------------ | ----------- | ----------- | ------ | ------ |
|                | Serge Hoareau          | DVG            | 2 364        | 34,58        | 3 377       | 45,28       | 24     | 3      |
|                | Brigitte Hoarau        | UMP-UDI        | 1 484        | 21,71        | 1 906       | 25,55       | 4      |        |
|                | Fabrice Lebon          | DVG            | 1 300        | 19,01        | 2 174       | 29,15       | 5      | 1      |
|                | Christine Soupramanien | DVG            | 440          | 6,43         |             |             |        |        |
|                | Yianix Velia           | DVG            | 373          | 5,45         |             |             |        |        |
|                | Geneviève Pothin       | DVG            | 331          | 4,84         |             |             |        |        |
|                | Jean-Hugues Suzanne    | PCF            | 303          | 4,43         |             |             |        |        |
|                | Axel Zettor            | PS             | 240          | 3,51         |             |             |        |        |
|                |                        |                |              |              |             |             |        |        |
| Inscrits       | Inscrits               | Inscrits       | 9 981        | 100,00       | 9 981       | 100,00      |        |        |
| Abstentions    | Abstentions            | Abstentions    | 2 887        | 28,92        | 2 318       | 23,22       |        |        |
| Votants        | Votants                | Votants        | 7 094        | 71,08        | 7 663       | 76,78       |        |        |
| Blancs et nuls | Blancs et nuls         | Blancs et nuls | 259          | 3,65         | 206         | 2,69        |        |        |
| Exprimés       | Exprimés               | Exprimés       | 6 835        | 96,35        | 7 457       | 97,31       |        |        |

### Saint-André
- Maire sortant : Éric Fruteau (PCR)
- 45 sièges à pourvoir au conseil municipal (population légale 2011 : 55 090 habitants)
- 23 sièges à pourvoir au conseil communautaire

| Tête de liste  | Tête de liste           | Liste          | Premier tour | Premier tour | Second tour | Second tour | Sièges | Sièges |
| Tête de liste  | Tête de liste           | Liste          | Voix         | %            | Voix        | %           | CM     | CC     |
| -------------- | ----------------------- | -------------- | ------------ | ------------ | ----------- | ----------- | ------ | ------ |
|                | Jean-Paul Virapoullé    | UDI            | 11 365       | 49,96        | 15 348      | 62,57       | 37     | 20     |
|                | Claudy Fruteau          | DVG            | 5 024        | 22,08        | 5 604       | 22,84       | 5      | 2      |
|                | Joe Bedier              | DVG            | 2 753        | 12,10        | 3 575       | 14,57       | 3      | 1      |
|                | Serge Camatchy          | DVD            | 2 432        | 10,69        |             |             |        |        |
|                | Jean-Francois Ramassamy | MoDem          | 845          | 3,71         |             |             |        |        |
|                | Jean Marie Cotaya       | DVG            | 328          | 1,44         |             |             |        |        |
|                |                         |                |              |              |             |             |        |        |
| Inscrits       | Inscrits                | Inscrits       | 34 792       | 100,00       | 34 794      | 100,00      |        |        |
| Abstentions    | Abstentions             | Abstentions    | 11 104       | 31,92        | 9 366       | 26,92       |        |        |
| Votants        | Votants                 | Votants        | 23 688       | 68,08        | 25 428      | 73,08       |        |        |
| Blancs et nuls | Blancs et nuls          | Blancs et nuls | 941          | 3,97         | 901         | 3,54        |        |        |
| Exprimés       | Exprimés                | Exprimés       | 22 747       | 96,03        | 24 527      | 96,46       |        |        |

### Saint-Benoît
- Maire sortant : Jean-Claude Fruteau (PS)
- 39 sièges à pourvoir au conseil municipal (population légale 2011 : 35 733 habitants)
- 14 sièges à pourvoir au conseil communautaire

| Tête de liste            | Tête de liste         | Liste          | Premier tour | Premier tour | Second tour | Second tour | Sièges | Sièges |
| Tête de liste            | Tête de liste         | Liste          | Voix         | %            | Voix        | %           | CM     | CC     |
| ------------------------ | --------------------- | -------------- | ------------ | ------------ | ----------- | ----------- | ------ | ------ |
|                          | Jean-Claude Fruteau * | PS-PCF-EÉLV    | 5 932        | 39,11        | 7 666       | 45,00       | 29     | 10     |
|                          | Jean-Luc Julie        | DVG            | 3 351        | 22,09        | 6 431       | 37,75       | 7      | 3      |
|                          | Tarek Dallel          | UMP            | 2 484        | 16,37        | 2 935       | 17,23       | 3      | 1      |
|                          | Sabrina Ramin         | UDI-DVD        | 1 974        | 13,01        |             |             |        |        |
|                          | Patricia Robert       | DVD            | 674          | 4,44         |             |             |        |        |
|                          | Jean-Yves Payet       | LO             | 408          | 2,69         |             |             |        |        |
|                          | Jean Yves Alin        | FN             | 344          | 2,26         |             |             |        |        |
|                          |                       |                |              |              |             |             |        |        |
| Inscrits                 | Inscrits              | Inscrits       | 26 691       | 100,00       | 26 528      | 100,00      |        |        |
| Abstentions              | Abstentions           | Abstentions    | 10 778       | 40,38        | 8 814       | 33,23       |        |        |
| Votants                  | Votants               | Votants        | 15 913       | 59,62        | 17 714      | 66,77       |        |        |
| Blancs et nuls           | Blancs et nuls        | Blancs et nuls | 746          | 4,69         | 682         | 3,85        |        |        |
| Exprimés                 | Exprimés              | Exprimés       | 15 167       | 95,31        | 17 032      | 96,15       |        |        |
| * Liste du maire sortant |                       |                |              |              |             |             |        |        |

### Saint-Denis
- Maire sortant : Gilbert Annette (PS)
- 55 sièges à pourvoir au conseil municipal (population légale 2011 : 145 347 habitants)
- 28 sièges à pourvoir au conseil communautaire

| Tête de liste            | Tête de liste             | Liste          | Premier tour | Premier tour | Second tour | Second tour | Sièges | Sièges |
| Tête de liste            | Tête de liste             | Liste          | Voix         | %            | Voix        | %           | CM     | CC     |
| ------------------------ | ------------------------- | -------------- | ------------ | ------------ | ----------- | ----------- | ------ | ------ |
|                          | Gilbert Annette *         | PS-PCF-EÉLV    | 21 635       | 41,85        | 32 596      | 56,70       | 43     | 22     |
|                          | René-Paul Victoria        | UMP-UDI diss.  | 13 117       | 25,37        | 24 886      | 43,29       | 12     | 6      |
|                          | Michel Lagourgue          | UDI-OR         | 5 981        | 11,57        |             |             |        |        |
|                          | Nadia Ramassamy           | DVD            | 2 915        | 5,63         |             |             |        |        |
|                          | Alexandre Laï-Kane-Cheong | SE             | 1 974        | 3,81         |             |             |        |        |
|                          | Gino Ponin-Ballom         | DVD            | 1 953        | 3,77         |             |             |        |        |
|                          | Margaret Robert-Mucy      | DVG            | 1 464        | 2,83         |             |             |        |        |
|                          | Joseph Grondin            | FN             | 1 397        | 2,70         |             |             |        |        |
|                          | Ismaël Aboudou            | DVG            | 813          | 1,57         |             |             |        |        |
|                          | Jean Alexandre Poleya     | DVD            | 445          | 0,86         |             |             |        |        |
|                          |                           |                |              |              |             |             |        |        |
| Inscrits                 | Inscrits                  | Inscrits       | 97 155       | 100,00       | 97 152      | 100,00      |        |        |
| Abstentions              | Abstentions               | Abstentions    | 42 881       | 44,14        | 36 016      | 37,07       |        |        |
| Votants                  | Votants                   | Votants        | 54 274       | 55,86        | 61 136      | 62,93       |        |        |
| Blancs et nuls           | Blancs et nuls            | Blancs et nuls | 2 580        | 4,75         | 3 654       | 5,98        |        |        |
| Exprimés                 | Exprimés                  | Exprimés       | 51 694       | 95,25        | 57 482      | 94,02       |        |        |
| * Liste du maire sortant |                           |                |              |              |             |             |        |        |

### Saint-Joseph
- Maire sortant : Patrick Lebreton (PS)
- 39 sièges à pourvoir au conseil municipal (population légale 2011 : 36 401 habitants)
- 19 sièges à pourvoir au conseil communautaire

|                          | Patrick Lebreton *        | PS             | 11 853 | 55,45  | 31 | 15 |  |  |
|                          | Alin Guezello             | UMP-UDI        | 6 373  | 29,81  | 6  | 3  |  |  |
|                          | Harry Malet               | SE             | 2 515  | 11,76  | 2  | 1  |  |  |
|                          | Stéphane Grondin dit Bone | SE             | 633    | 2,96   |    |    |  |  |
|                          |                           |                |        |        |    |    |  |  |
| Inscrits                 | Inscrits                  | Inscrits       | 28 574 | 100,00 |    |    |  |  |
| Abstentions              | Abstentions               | Abstentions    | 6 451  | 22,58  |    |    |  |  |
| Votants                  | Votants                   | Votants        | 22 123 | 77,42  |    |    |  |  |
| Blancs et nuls           | Blancs et nuls            | Blancs et nuls | 749    | 3,39   |    |    |  |  |
| Exprimés                 | Exprimés                  | Exprimés       | 21 374 | 96,61  |    |    |  |  |
| * Liste du maire sortant |                           |                |        |        |    |    |  |  |

### Saint-Leu
- Maire sortant : Thierry Robert (MoDem)
- 39 sièges à pourvoir au conseil municipal (population légale 2011 : 31 837 habitants)
- 9 sièges à pourvoir au conseil communautaire

|                          | Thierry Robert *  | MoDem-LPA      | 12 629 | 74,52  | 35 | 8 |  |  |
|                          | Jean-Luc Poudroux | UMP-UDI        | 3 247  | 19,16  | 3  | 1 |  |  |
|                          | Daniel Hoarau     | PS-PCF-EELV    | 1 070  | 6,31   | 1  |   |  |  |
|                          |                   |                |        |        |    |   |  |  |
| Inscrits                 | Inscrits          | Inscrits       | 24 482 | 100,00 |    |   |  |  |
| Abstentions              | Abstentions       | Abstentions    | 6 795  | 27,76  |    |   |  |  |
| Votants                  | Votants           | Votants        | 17 687 | 72,24  |    |   |  |  |
| Blancs et nuls           | Blancs et nuls    | Blancs et nuls | 741    | 4,19   |    |   |  |  |
| Exprimés                 | Exprimés          | Exprimés       | 16 946 | 95,81  |    |   |  |  |
| * Liste du maire sortant |                   |                |        |        |    |   |  |  |

### Saint-Louis
- Maire sortant : Claude Hoarau (PCR)
- 45 sièges à pourvoir au conseil municipal (population légale 2011 : 52 523 habitants)
- 21 sièges à pourvoir au conseil communautaire

| Tête de liste  | Tête de liste          | Liste          | Premier tour | Premier tour | Second tour | Second tour | Sièges | Sièges |
| Tête de liste  | Tête de liste          | Liste          | Voix         | %            | Voix        | %           | CM     | CC     |
| -------------- | ---------------------- | -------------- | ------------ | ------------ | ----------- | ----------- | ------ | ------ |
|                | Cyrille Hamilcaro      | UDI-UMP        | 9 624        | 37,04        | 13 025      | 43,67       | 33     | 16     |
|                | Jean Piot              | DVG            | 3 898        | 15,00        | 9 706       | 32,54       | 8      | 4      |
|                | Pierrick Robert        | MoDem-LPA      | 3 623        | 13,94        | 4 726       | 15,84       | 3      | 1      |
|                | Philippe Rangama       | DVG (PEUP)     | 2 848        | 10,96        | 2 366       | 7,93        | 1      |        |
|                | Fabrice André Hoarau   | PCR-PS-EÉLV    | 2 676        | 10,30        |             |             |        |        |
|                | Patrick Dorilas        | PLR            | 929          | 3,57         |             |             |        |        |
|                | Thierry Sam-Chit-Chong | PCD            | 913          | 3,51         |             |             |        |        |
|                | Sabrina Etangsale      | DVD            | 479          | 1,84         |             |             |        |        |
|                | Sylvie Agathe          | SE             | 386          | 1,48         |             |             |        |        |
|                | Max Benard             | DVD            | 354          | 1,36         |             |             |        |        |
|                | Michel Zaragoza        | FN             | 247          | 0,95         |             |             |        |        |
|                |                        |                |              |              |             |             |        |        |
| Inscrits       | Inscrits               | Inscrits       | 39 298       | 100,00       | 39 279      | 100,00      |        |        |
| Abstentions    | Abstentions            | Abstentions    | 12 665       | 32,23        | 8 723       | 22,21       |        |        |
| Votants        | Votants                | Votants        | 26 633       | 67,77        | 30 556      | 77,79       |        |        |
| Blancs et nuls | Blancs et nuls         | Blancs et nuls | 656          | 2,46         | 733         | 2,40        |        |        |
| Exprimés       | Exprimés               | Exprimés       | 25 977       | 97,54        | 29 823      | 97,60       |        |        |

### Saint-Paul
- Maire sortant : Huguette Bello (PLR)
- 55 sièges à pourvoir au conseil municipal (population légale 2011 : 103 916 habitants)
- 32 sièges à pourvoir au conseil communautaire

| Tête de liste            | Tête de liste             | Liste          | Premier tour | Premier tour | Second tour | Second tour | Sièges | Sièges |
| Tête de liste            | Tête de liste             | Liste          | Voix         | %            | Voix        | %           | CM     | CC     |
| ------------------------ | ------------------------- | -------------- | ------------ | ------------ | ----------- | ----------- | ------ | ------ |
|                          | Joseph Sinimalé           | UMP-UDI        | 21 231       | 47,24        | 28 398      | 53,59       | 43     | 25     |
|                          | Huguette Bello *          | PLR            | 20 876       | 46,45        | 24 591      | 46,40       | 12     | 7      |
|                          | Ary Yee Chong Tchi Kan    | PCR            | 680          | 1,51         |             |             |        |        |
|                          | Michelle Lartin ép. Graja | DVD            | 676          | 1,50         |             |             |        |        |
|                          | Dolores Pelops            | DVD            | 667          | 1,48         |             |             |        |        |
|                          | Moussa Ibrahim Behra      | DVD            | 521          | 1,15         |             |             |        |        |
|                          | Maxime Hoarau             | SE             | 286          | 0,63         |             |             |        |        |
|                          |                           |                |              |              |             |             |        |        |
| Inscrits                 | Inscrits                  | Inscrits       | 75 941       | 100,00       | 75 947      | 100,00      |        |        |
| Abstentions              | Abstentions               | Abstentions    | 28 721       | 37,82        | 21 046      | 27,71       |        |        |
| Votants                  | Votants                   | Votants        | 47 220       | 62,18        | 54 901      | 72,29       |        |        |
| Blancs et nuls           | Blancs et nuls            | Blancs et nuls | 2 283        | 4,83         | 1 912       | 3,48        |        |        |
| Exprimés                 | Exprimés                  | Exprimés       | 44 937       | 95,17        | 52 989      | 96,52       |        |        |
| * Liste du maire sortant |                           |                |              |              |             |             |        |        |

### Saint-Philippe
- Maire sortant : Olivier Rivière (UDI)
- 29 sièges à pourvoir au conseil municipal (population légale 2011 : 5 031 habitants)
- 4 sièges à pourvoir au conseil communautaire

|                          | Olivier Rivière * | UDI-UMP        | 1 763 | 53,44  | 23 | 4 |  |  |
|                          | Didier Dalleau    | PS             | 681   | 20,64  | 3  |   |  |  |
|                          | Fridelin Courtois | DVD            | 539   | 16,33  | 2  |   |  |  |
|                          | Yohan Cervantes   | DVG            | 316   | 9,57   | 1  |   |  |  |
|                          |                   |                |       |        |    |   |  |  |
| Inscrits                 | Inscrits          | Inscrits       | 4 594 | 100,00 |    |   |  |  |
| Abstentions              | Abstentions       | Abstentions    | 1 176 | 25,60  |    |   |  |  |
| Votants                  | Votants           | Votants        | 3 418 | 74,40  |    |   |  |  |
| Blancs et nuls           | Blancs et nuls    | Blancs et nuls | 119   | 3,48   |    |   |  |  |
| Exprimés                 | Exprimés          | Exprimés       | 3 299 | 96,52  |    |   |  |  |
| * Liste du maire sortant |                   |                |       |        |    |   |  |  |

### Saint-Pierre
- Maire sortant : Michel Fontaine (UMP)
- 53 sièges à pourvoir au conseil municipal (population légale 2011 : 80 356 habitants)
- 32 sièges à pourvoir au conseil communautaire

|                          | Michel Fontaine *      | UMP-UDI        | 21 877 | 57,78  | 45 | 27 |  |  |
|                          | Jean Gaël Anda         | MoDem          | 6 390  | 16,87  | 5  | 3  |  |  |
|                          | Nazir Valy             | PCF            | 3 152  | 8,32   | 2  | 1  |  |  |
|                          | Virginie Gobalou       | PS             | 2 176  | 5,74   | 1  | 1  |  |  |
|                          | Krishna Badamia        | DVG            | 1 572  | 4,15   |    |    |  |  |
|                          | Martine Loiseau        | FN             | 908    | 2,39   |    |    |  |  |
|                          | Antoine Sioche         | DVG            | 728    | 1,92   |    |    |  |  |
|                          | Yanis Payet            | DVD            | 632    | 1,66   |    |    |  |  |
|                          | Jean-François Sarpedon | DVG            | 424    | 1,11   |    |    |  |  |
|                          |                        |                |        |        |    |    |  |  |
| Inscrits                 | Inscrits               | Inscrits       | 60 195 | 100,00 |    |    |  |  |
| Abstentions              | Abstentions            | Abstentions    | 20 562 | 34,16  |    |    |  |  |
| Votants                  | Votants                | Votants        | 39 633 | 65,84  |    |    |  |  |
| Blancs et nuls           | Blancs et nuls         | Blancs et nuls | 1 774  | 4,48   |    |    |  |  |
| Exprimés                 | Exprimés               | Exprimés       | 37 859 | 95,52  |    |    |  |  |
| * Liste du maire sortant |                        |                |        |        |    |    |  |  |

### Sainte-Marie
- Maire sortant : Jean-Louis Lagourgue (DVD)
- 35 sièges à pourvoir au conseil municipal (population légale 2011 : 29 962 habitants)
- 16 sièges à pourvoir au conseil communautaire

|                          | Jean-Louis Lagourgue * | DVD-UMP-UDI    | 9 684  | 65,76  | 29 | 13 |  |  |
|                          | Christian Annette      | PS             | 3 382  | 22,96  | 4  | 2  |  |  |
|                          | Mario Lechat           | MoDem          | 1 659  | 11,26  | 2  | 1  |  |  |
|                          |                        |                |        |        |    |    |  |  |
| Inscrits                 | Inscrits               | Inscrits       | 22 666 | 100,00 |    |    |  |  |
| Abstentions              | Abstentions            | Abstentions    | 7 414  | 32,71  |    |    |  |  |
| Votants                  | Votants                | Votants        | 15 252 | 67,29  |    |    |  |  |
| Blancs et nuls           | Blancs et nuls         | Blancs et nuls | 527    | 3,46   |    |    |  |  |
| Exprimés                 | Exprimés               | Exprimés       | 14 725 | 96,54  |    |    |  |  |
| * Liste du maire sortant |                        |                |        |        |    |    |  |  |

### Sainte-Rose
- Maire sortant : Bruno Mamindy-Pajany (DVD)
- 29 sièges à pourvoir au conseil municipal (population légale 2011 : 6 792 habitants)
- 3 sièges à pourvoir au conseil communautaire

| Tête de liste            | Tête de liste        | Liste          | Premier tour | Premier tour | Second tour | Second tour | Sièges | Sièges |
| Tête de liste            | Tête de liste        | Liste          | Voix         | %            | Voix        | %           | CM     | CC     |
| ------------------------ | -------------------- | -------------- | ------------ | ------------ | ----------- | ----------- | ------ | ------ |
|                          | Bruno Mamindy-Pajany | DVD            | 2 025        | 43,15        | 2 520       | 50,62       | 22     | 2      |
|                          | Michel Vergoz        | PS             | 1 667        | 35,52        | 2 458       | 49,37       | 7      | 1      |
|                          | Gilles Heekeng       | DVG            | 474          | 10,10        |             |             |        |        |
|                          | Benjamin Elma        | DVD            | 316          | 6,73         |             |             |        |        |
|                          | Jean Pascal Grondin  | DVG            | 210          | 4,47         |             |             |        |        |
|                          |                      |                |              |              |             |             |        |        |
| Inscrits                 | Inscrits             | Inscrits       | 6 028        | 100,00       | 6 028       | 100,00      |        |        |
| Abstentions              | Abstentions          | Abstentions    | 1 238        | 20,54        | 908         | 15,06       |        |        |
| Votants                  | Votants              | Votants        | 4 790        | 79,46        | 5 120       | 84,94       |        |        |
| Blancs et nuls           | Blancs et nuls       | Blancs et nuls | 98           | 2,05         | 142         | 2,77        |        |        |
| Exprimés                 | Exprimés             | Exprimés       | 4 692        | 97,95        | 4 978       | 97,23       |        |        |
| * Liste du maire sortant |                      |                |              |              |             |             |        |        |

### Sainte-Suzanne
- Maire sortant : Maurice Gironcel (PCR)
- 35 sièges à pourvoir au conseil municipal (population légale 2011 : 22 574 habitants)
- 12 sièges à pourvoir au conseil communautaire

| Tête de liste            | Tête de liste              | Liste          | Premier tour | Premier tour | Second tour | Second tour | Sièges | Sièges |
| Tête de liste            | Tête de liste              | Liste          | Voix         | %            | Voix        | %           | CM     | CC     |
| ------------------------ | -------------------------- | -------------- | ------------ | ------------ | ----------- | ----------- | ------ | ------ |
|                          | Maurice Marceau Gironcel * | PCF            | 5 503        | 48,26        | 6 477       | 51,80       | 27     | 9      |
|                          | Daniel Alamelou            | DVG            | 4 689        | 41,12        | 6 025       | 48,19       | 8      | 3      |
|                          | Aline Murin Hoarau         | UMP-UDI        | 650          | 5,70         |             |             |        |        |
|                          | René Begue                 | DVD            | 560          | 4,91         |             |             |        |        |
|                          |                            |                |              |              |             |             |        |        |
| Inscrits                 | Inscrits                   | Inscrits       | 16 704       | 100,00       | 16 704      | 100,00      |        |        |
| Abstentions              | Abstentions                | Abstentions    | 4 837        | 28,96        | 3 659       | 21,90       |        |        |
| Votants                  | Votants                    | Votants        | 11 867       | 71,04        | 13 045      | 78,10       |        |        |
| Blancs et nuls           | Blancs et nuls             | Blancs et nuls | 465          | 3,92         | 543         | 4,16        |        |        |
| Exprimés                 | Exprimés                   | Exprimés       | 11 402       | 96,08        | 12 502      | 95,84       |        |        |
| * Liste du maire sortant |                            |                |              |              |             |             |        |        |

### Salazie
- Maire sortant : Stéphane Fouassin (UDI)
- 29 sièges à pourvoir au conseil municipal (population légale 2011 : 7 418 habitants)
- 3 sièges à pourvoir au conseil communautaire

|                          | Stéphane Fouassin *                | UDI            | 2 700 | 63,42  | 25 | 3 |  |  |
|                          | Jean Leu Elnivent                  | SE             | 1 289 | 30,27  | 4  |   |  |  |
|                          | Jasmin Moutoussamy dit Éric Michel | PS             | 268   | 6,29   |    |   |  |  |
|                          |                                    |                |       |        |    |   |  |  |
| Inscrits                 | Inscrits                           | Inscrits       | 5 783 | 100,00 |    |   |  |  |
| Abstentions              | Abstentions                        | Abstentions    | 1 395 | 24,12  |    |   |  |  |
| Votants                  | Votants                            | Votants        | 4 388 | 75,88  |    |   |  |  |
| Blancs et nuls           | Blancs et nuls                     | Blancs et nuls | 131   | 2,99   |    |   |  |  |
| Exprimés                 | Exprimés                           | Exprimés       | 4 257 | 97,01  |    |   |  |  |
| * Liste du maire sortant |                                    |                |       |        |    |   |  |  |